# Элебаев, Мукай
Мукай Элебаев (15 января 1906, Чон-Таш, Семиреченская область — 15 мая 1944, Псковский район, Ленинградская область) — киргизский советский писатель.

## Биография
Мукай Элебаев родился в селе Чоң-Таш (ныне — в Тюпском районе Иссык-Кульской области) в семье крестьянина-бедняка. С 9 лет, оставшись сиротой, батрачил.
Был писателем классиком.
В 1916—1919 годы находился в Китае, спасаясь от бесчинств восстания. Вернувшись на родину, учился в ликбезе села Джылуу-Булак (1920), с 1921 — в интернате в Пржевальске, в 1924—1926 — в Тюпском зооветеринарном техникуме; в 1930 году окончил Фрунзенский педагогический техникум.
Совместно с одним из первых кыргызских просветителей Джумой Жамгырчиевым написал учебник по литературе для школьников, который вышел в свет в 1930 году.
Участник Великой Отечественной войны с 1943 года. Будучи красноармейцем, стрелком 267-го стрелкового полка, погиб на фронте — умер от ран 15 мая 1944 года. Похоронен в деревне Ланева Гора (ныне — Псковской области).

### Семья
Жена — Фухура Элебаева; проживала во Фрунзе, ул. Энгелса.

## Творчество
М. Элебаев считается одним из зачинателей киргизской советской профессиональной литературы.
Дебютировал в 1924 году стихотворением «Зарыгам» («Томлюсь») в одном из первых номеров газеты «Эркин-Тоо»; стихотворение «Наша молодёжь» было опубликовано в 1928. Первый сборник стихов «Ырлар жыйнагы» издан в 1931 году.
В 1933 вышел сборник «Битва», сыгравший большую роль в развитии киргизской советской поэзии, в утверждении современной темы, новых поэтических форм. В 1938 издано его «Полное собрание стихотворений».
Является автором крупного романа «Узак жол» («Долгий путь», 1936; издан также на русском [1959] и латышском языках) — первого в киргизской литературе опыта реалистической прозы автобиографического характера. Логическим продолжением этого романа явились очерк «Кыйын кезен» («Трудная переправа», 1938) и рассказы «Зарлык» и «В буранный день».
Автор сборников фронтовых стихов «Письмо» (1941) и «Улуу марш» («Великий марш», 1943).
М. Элебаев одним из первых киргизских писателей занимался переводом произведений русской классики на киргизский язык: им переведены произведения Н. В. Гоголя («Шинель»), Л. Н. Толстого («Хаджи-Мурат»), М. Горького, Д. А. Фурманова, сказки А. С. Пушкина («Сказка о мёртвой царевне и о семи богатырях»), стихи В. В. Маяковского, С. Я. Маршака и др.
Член Союза писателей СССР с 1934 года.

### Избранные сочинения
- Элебаев М. Узак Жол (киргиз.). — Фрунзе: Мектеп, 1974.

## Память
Именем М. Элебаева названы:
- школы — в с. Талды-Суу Иссык-Кульской области, школа № 13[К 1] Базар-Коргонского района Ошской области,
- библиотеки
- улицы городов и сёл республики[2].

## Комментарии
1. ↑  По другим данным — школа № 1[3].